# Władysław Serafin
Władysław Serafin (ur. 24 lipca 1950 w Piasecznie) – polski polityk, związkowiec, rolnik, poseł na Sejm X, I i II kadencji.

## Życiorys
W 1970 ukończył zasadniczą szkołę zawodową w Warszawie. Pracował jako ślusarz remontowy w Polskich Zakładach Optycznych. Zajął się prowadzeniem indywidualnego gospodarstwa rolnego. Od 1989 pełnił funkcję wiceprezesa Krajowego Związku Rolników, Kółek i Organizacji Rolniczych, w 1999 stanął na czele tej organizacji. Był też wiceprzewodniczącym europejskiej organizacji rolniczej COPA.
W 1966 wstąpił do Związku Młodzieży Wiejskiej. Od 1969 do rozwiązania należał do Polskiej Zjednoczonej Partii Robotniczej. W latach 1975–1983 zasiadał w Miejsko-Gminnej Radzie Narodowej Góry Kalwarii. Jako przedstawiciel strony rządowo-koalicyjnej brał udział w obradach Okrągłego Stołu w podzespole do spraw środków masowego przekazu oraz w grupie roboczej do spraw ustawy o związkach zawodowych rolników indywidualnych. W 1989 został wybrany na posła X kadencji z ramienia PZPR w okręgu lublinieckim. Zasiadał w prezydium Parlamentarnego Klubu Lewicy Demokratycznej. W latach 1991–1997 był posłem I i II kadencji z ramienia Polskiego Stronnictwa Ludowego wybranym w okręgach częstochowskich: nr 9 (1991–1993) i nr 9 (1993–1997). Bezskutecznie ubiegał się o mandat w Sejmie w wyborach parlamentarnych między 1997 a 2011. Od 1998 zasiadał w radzie powiatu kłobuckiego, w 2006 nie został ponownie wybrany. W 2004 i 2009 bez powodzenia kandydował do Parlamentu Europejskiego.
W 2009 dwukrotnie przeszedł zawał. W 2010 po śmierci jednego z radnych wszedł ponownie w skład rady powiatu kłobuckiego, obejmując funkcję jej przewodniczącego. W wyborach samorządowych w tym samym roku uzyskał mandat radnego sejmiku śląskiego IV kadencji.
16 lipca 2012 „Puls Biznesu” ujawnił nagranie rozmowy między byłym prezesem Agencji Rynku Rolnego Władysławem Łukasikiem i Władysławem Serafinem, w której pierwszy z nich sugerował nepotyzm i niegospodarność w spółkach Skarbu Państwa, jakich mieli się dopuszczać działacze PSL uznawani za związanych z Markiem Sawickim. W konsekwencji Marek Sawicki dwa dni później podał się do dymisji z zajmowanego stanowiska ministra rolnictwa i rozwoju wsi. W czerwcu 2013 Władysław Serafin został wykluczony z PSL. W 2014 nie startował w kolejnych wyborach samorządowych.

## Postępowania sądowe
W 2013 został ukarany przez sąd grzywną za wykroczenia: przekroczenie dozwolonej prędkości, prowadzenie pojazdu bez uprawnień oraz wprowadzenie w błąd policjantów (polegające na podawaniu się za europarlamentarzystę korzystającego z immunitetu).
1 marca 2017 został zatrzymany, a następnie tymczasowo aresztowany na okres trzech miesięcy w sprawie dotyczącej wielomilionowych wyłudzeń ze SKOK. Politykowi przedstawiono m.in. zarzuty związane z wyłudzeniem kredytu ze SKOK Wołomin. Następnie aresztowanie zostało przedłużone, a Władysław Serafin ogłosił protest głodowy. Nie przyznał się do popełnienia przestępstw, które mu zarzucono. Jego proces rozpoczął się w październiku 2018. Również w tym samym miesiącu uchylono tymczasowe aresztowanie.

## Odznaczenia
- Krzyż Oficerski Orderu Odrodzenia Polski (2004)[11]
- Krzyż Kawalerski Orderu Odrodzenia Polski (1999)[12]
- Złoty Krzyż Zasługi
- Brązowy Krzyż Zasługi